# Museo Arqueológico El Cadillal
El Museo Arqueológico El Cadillal es un museo de El Cadillal, Tucumán, Argentina. Originalmente denominado Museo Ernesto Padilla, concentra piezas de las culturas prehispánicas Candelaria, Ciénaga, Belén, Tafí, La Aguada, CondorHuasi, San Francisco y Santa María. 

## Historia
Tras la construcción del Dique El Cadillal, en 1971 se encontró un cementerio prehispánico y luego otros 10 yacimientos arqueológicos. Por esta razón se inauguró un museo arqueológico para preservar los objetos históricos en 1973. El museo cerró en 1999, siendo reabierto en 2009 tras ser restaurado. La obra costó ARS 300 000, al remodelar la estructura y crear un nuevo sistema de conservación de los objetos. 
El museo posee 150 piezas de cerámica y piedra de las culturas Candelaria, Ciénaga, San Francisco, Santa María, entre otras; de las cuales las más antiguas datan del 200 d. C. hasta 1570. Además, se exponen piedras de 500 millones de años y máquinas utilizadas para la construcción del embalse. En 2019 se hicieron obras de revalorización del museo, agregando un microcine y nuevos servicios. Las obras fueron inauguradas el 27 de diciembre del mismo año por el gobernador Juan Manzur y el vicegobernador Osvaldo Jaldo. 